# 山行龙属
山行龙属（学名：Orobates）为阔齿龙科的一个属。

## 下属物种
本属包括以下物种：
- Orobates pabsti Berman et al., 2004[2]